# Gunderamova obrana
Gunderamova obrana je zřídka hrané šachové zahájení začínající těmito tahy:
1. e4 e5
2. Jf3 De7
Její jméno vzniklo podle šachisty Gerharda Gunderama. Gunderamova obrana je kategorizována v ECO kódem C40. Používá se málokdy a především méně zkušenými šachisty. Obecně není považována za příliš pružné zahájení, protože dáma hned na začátku zablokuje černého střelce. Nicméně na druhou stranu nabízí možnost rychle vytvořit velkou rošádu.